# Туризм в Астраханской области
Туризм в Астраханской области — часть туризма в России на территории Астраханской области.
Государственное управление туризмом в области осуществляет Министерство спорта и туризма Астраханской области. Также как и для других регионов Нижнего Поволжья для Астраханской области характерны автотуризм, речные круизы, экскурсии и рыбалка. Также представлены археологические и спелеологические туры, подводное плавание и подводная охота.

## История
В 1929 году в Астрахани начало действовать отделение Российского общества туристов.
В 2002 году был принят Закон « О туристической деятельности в Астраханской области».
В 2007 году постановлением Правительства Астраханской области от 24.04.2007 № 155-П была принята отраслевая целевая программа «Развитие туризма в Астраханской области на 2008—2010 годы».
В 2010 году была разработана областная целевая программа «Развитие туризма в Астраханской области на 2011—2016 годы», которая была принята постановлением
Правительства Астраханской области от 30.12.2010 № 641-П.
По состоянию на 2017 год в Астраханской области 18 фирм оказывали туристические услуги, для охотников и рыболовов действовало порядка 70 туристических баз.
Создана Астраханская ассоциация операторов туристских операторов, которая объединяет более 15 организаций, которые занимаются организацией отдыха, рыбалки и охоты в дельте Волги.
- Астраханский кремль. Кафедральный Собор Успения Богородицы и Соборная Колокольня с Пречистенскими Воротами
- Берег озера Баскунчак. Соль покрыла ветку
- Сарай-Бату — туристический центр, посвящённый истории и культуре Золотой Орды
- Кудрявые пеликаны в Астраханском заповеднике

## Виды туризма в Астраханской области

### Культурно-познавательный туризм
Наиболее важным объектом туристического показа является Астраханский государственный объединённый музей-заповедник, который включает в себя 14 филиалов, в том числе в состав которого включены историко-архитектурный комплекс «Астраханский кремль». Также в состав музея-заповедника входят краеведческий музей, музей культуры Астрахани, музей истории города, музей боевой славы, музей Курмангазы Сагырбаева в селе Алтынжар, музей «Селитренное городище», музей «Российский арбуз», музей истории рыболовства с. Икряное, музей истории рыболовства c. Оранжереи, историко-краеведческий музей с. Чёрный Яр, историко-краеведческий музей п. Лиман, историко-краеведческий музей Енотаевского района Астраханской области, музей им. Г. Б. Самитовой.
Крупным ресурсом культурно-познавательного туризма является памятник археологии Селитренное городище, в 120 км к северу от Астрахани на берегу реки Ахтуба. Здесь ранее находилась столица Золотой Орды Сарай-Бату. В 2010 году для съемок фильма «Орда» в окрестностях были построены декорации, на базе которых по окончании съёмок был создан культурно-развлекательный туристский комплекс «Сарай-Бату». Музей под открытым небом представляет приблизительную реконструкцию древней столицы, где переданы колорит, культурные особенности быта и нравов. В комплексе посреди степи регулярно проходят исторические фестивали и встречи реконструкторов. В центре предусмотрено множество развлекательных мероприятий, прогулки на верблюдах, кафе, сувенирные лавки, аудиогид.

### Экологический туризм
В Астраханский биосферный заповедник организуются экологические маршруты по рукавам и протокам Волги и к местам цветения лотосов. Астраханская область является одним из трёх мест в мире, где в естественных условиях растёт лотос Каспийский. С конца июля до середины сентября тысячи туристов приезжают наблюдать цветение этого растения. Обычно, туры на лотосные поля включают в себя проезд до туристической базы, на которой туристы пересаживаются на лодки-бударки и в сопровождении егерей направляются в заповедник. Также в заповеднике проводятся орнитологические экскурсии — в дельте Волги встречается более 300 видов птиц, среди которых кудрявые пеликаны, розовые фламинго и орланы-белохвосты, бакланы, цапли, утки и лебеди. В 2016 года на Дамчикском участке Астраханского заповедника была открыта экологическая тропа «Обретенная дельта», которая проходит через четыре острова и знакомит туристов с разнообразными биотопами заповедника и их обитателями. Часть маршрута туристы проходят на лодках-бударках, часть — пешком по специально оборудованному деревянному настилу, сохраняющему почвенный покров от вытаптывания. Также в Астраханском заповеднике разработаны «Арт-тур в страну лотосов и пеликанов» для художников, индивидуальные фото-туры, экологический квест «Заповедный марафон», тур выходного дня «Мама, папа, я — экологичная семья!» для семейного отдыха, экскурсия по центральному кордону Дамчикского участка.
Дельта Волги считается одной из лучших в России местностей для охоты и рыбалки. Здесь обитают белуга, осётр, стерлядь, севрюга сомы, судаки, сазаны, вобла, щуки, караси, лини, чехонь, окуни, жерех. Действуют несколько десятков охотничье-рыболовных баз и баз для семейного отдыха. Большое количество рыболовных баз в дельте Волги располагается в Камызякском, Красноярском, Наримановском, Приволжском, Володарском муниципальных районах.
Также привлекательным для туристов объектом является солёное озеро Баскунчак и Богдинско-Баскунчакский заповедник в его окрестностях. В заповеднике произрастают реликтовые растения, а также находится гора Большое Богдо с многочисленными углублениями, похожими на гигантские соты. Из-за звуков издаваемых при колебаниях воздуха юго-западный склон горы называют «Поющие скалы». Гора Большое Богдо привлекает большое количество туристов, а также является местом паломничества буддистов, так как согласно одному из преданий образовалась среди степи из священного камня, принесенного калмыками-пилигримами с Тянь-Шаня.

### Событийный туризм
Среди событий Астраханской области можно выделить межрегиональный творческий фестиваль «Степной тюльпан Богдо», рыбацкий фестиваль «Вобла», фестиваль любителей русской бани «Дух Веков», международный этнотуристический проект «Этноярмарка. Южный базар», международный фестиваль «Мечты барханов», фестиваль плавательных средств «Каналия», межрегиональный фестиваль-конкурс казачьей культуры «Казачье Поволжье», фестиваль воздушных змеев «Воздухфест», фестиваль «Астрахань многонациональная».
В Астрахани туристы могут посетить ежегодный фестиваль традиционных и нетрадиционных плавательных средств «Каналия», в котором принимают участие от 20 до 30 самодельных и самобытных плавательных средств том числе из сподручных материалов, без использования заводских деталей.
Ежегодно в апреле, в период массового цветения тюльпанов на территории Богдинско-Баскунчакского заповедника проводится фестиваль «Степной тюльпан Богдо», включающий пленэр, мастер-классы по фотографии и рисунку, творческие встречи с бардами.
С 2011 года на территории культурно-исторического комплекса «Сарай-Бату» в Харабалинском районе проводится международный фестиваль искусств «Мечты барханов», программа которого включает военно-исторические реконструкции, в том числе состязания копейщиков, лучников, мечников; конкурс по скульптурам из песка; выступления музыкальных коллективов из разных регионов России и ближнего зарубежья.
В 2017 пять проектов Астраханской области заняли призовые места в четырёх номинациях регионального конкурса Национальной премии в области событийного туризма Russian Event Awards Центрального, Северо-Западного, Южного и Северо-Кавказского федеральных округов. Музыкальное прочтение «Слова о полку Игореве», приуроченное к празднованию 300-летия Астраханской губернии заняло второе место в номинации «Лучшее туристическое событие в области культуры». Фестиваль «Мечты барханов» занял третье место в номинации «Лучшее туристическое событие исторической направленности». В номинации «Лучшее туристическое событие деловой направленности» третье место разделили конференция "Межрегиональный туристский проект «Великий шелковый путь по Южному федеральному округу» и международный форум-фестиваль «Гастрономические дороги Великого шелкового пути. Путешествие за вкусом, Астрахань, 2017». Музейно-выставочный комплекс «Цейхгауз» занят третье место в номинации «Лучшая площадка для проведения туристического события». В финале Национальной премии в области событийного туризма Russian Event Awards призовые места заняли два объекта. Музыкальное прочтение «Слова о полку Игореве» заняло второе место в номинации «Лучшее туристическое событие в области культуры», международный форум-фестиваль «Гастрономические дороги Великого Шёлкового пути. Путешествие за вкусом, Астрахань, 2017» занял второе место в номинации «Лучшее туристическое событие деловой направленности».

### Лечебно-оздоровительный туризм
В 1820 году на берегу озера Тинаки была основана Тинакская грязелечебница, являющаяся одним из старейших в России грязелечебных курортов. В 1980-е годы курорт был перенесен дальше от города и стал называться «Тинаки-2». На данном бальнеологическом курорте лечат заболевания почек. Лечебными факторами являются жаркий сухой климат с относительной влажностью воздуха до 30 % и ниже, а также лечебные грязи и рапа. Грязи озера Тинаки являются сульфидно-иловыми и представляют собой синевато-чёрную пластичную липкую массу, обладающую сильным запахом сероводорода. Рапа озера Тинаки представляет собой сульфидно-хлоридный, бромный и натриево-магниевый раствор солей с концентрацией от 127 до 310 г/л.
На берегу соленого озера Баскунчак расположен ООО «Санаторий-профилакторий „Баскунчак“». На побережье озера имеются залежи лечебных глин. В июне-августе на озеро приезжают туристы, которые купаются в рапе и принимают грязевые ванны.
- Богдинско-Баскунчакский заповедник
- Храм (сюме) калмыцкий Хошеутовского хурула
- Гора Большое Богдо. «Поющие скалы»
- Цветение лотосов в Астраханском биосферном заповеднике